# Treixedo
Treixedo est une freguesia (« paroisse civile ») du Portugal, rattachée au concelho (« municipalité ») de Santa Comba Dão et située dans le district de Viseu et la Centre.

## Pages liées
- Page de Treixedo